# Bakuman (film)
Pour plus de détails, voir Fiche technique et Distribution.
Bakuman (バクマン。) est un film japonais réalisé par Hitoshi Ōne, sorti en 2015.

## Synopsis
Moritaka et Akito, deux lycéens, s'associent pour devenir mangakas, l'un s'occupe du dessin et l'autre du scénario. Moritaka veut impressionner Miho qui, elle veut devenir seiyū. Il lui promet qu'elle pour faire du doublage pour la future adaptation animée de son manga.

## Fiche technique
- Titre : Bakuman
- Titre original : バクマン。
- Réalisation : Hitoshi Ōne
- Scénario : Hitoshi Ōne d'après le manga Bakuman. de Tsugumi Ōba et Takeshi Obata
- Musique : Sakanaction
- Montage : Yasuyuki Ohzeki
- Production : Akihiro Yamauchi (producteur délégué)
- Société de production : Amuse, Dentsu, East Japan Marketing & Communications, GyaO, JVC Kenwood Victor Entertainment, KDDI Corporation, Nippon Shuppan Hanbai, Office Crescendo, Shueisha et Tōhō
- Pays :  Japon
- Genre : Comédie
- Durée : 119 minutes
- Dates de sortie : 
  - Japon : 3 octobre 2015

## Distribution
- Takeru Satoh : Moritaka Mashiro
- Ryūnosuke Kamiki : Akito Takagi
- Nana Komatsu : Miho Azuki
- Hirofumi Arai : Kazuya Hiramaru
- Lily Franky : Sasaki
- Kenta Kiritani : Shinta Fukuda
- Kankurō Kudō : Taro Kawaguchi
- Sarutoki Minagawa : Takuro Nakai
- Shōta Sometani : Eiji Niizuma
- Takayuki Yamada : Akira Hattori

## Bande originale
La bande originale du film s'intitule Motion Music of Bakuman et a été composée par Sakanaction.

## Tournage
Le tournage du film se déroule entre mai et septembre 2014.

## Distinctions
Le film a été nommé pour deux Asian Film Awards : meilleur montage et meilleur son. Il a également été nommé pour sept Japan Academy Prizes et en a reçu deux meilleur montage et meilleur son (il a également remporté le prix de la popularité).

## Box-office
Le film a rapport 13,5 millions de dollars au box-office.